# Броњатуро
Броњатуро (итал. Brognaturo) је насеље у Италији у округу Вибо Валенција, региону Калабрија.
Према процени из 2011. у насељу је живело 659 становника. Насеље се налази на надморској висини од 772 м.

## Становништво
| 1931. | 1936. | 1951. | 1961. | 1971. | 1981. | 1991. | 2001. | 2011. |
| ----- | ----- | ----- | ----- | ----- | ----- | ----- | ----- | ----- |
| 802   | 818   | 957   | 1.027 | 821   | 803   | 833   | 766   | 670   |